# Cuộc phiêu lưu của Bút Chì và Khéo Tay
Cuộc phiêu lưu của Bút Chì và Khéo Tay (tiếng Nga: Приключения Карандаша и Самоделкина) là một tập truyện phiêu lưu - hài hước của nhà văn Yury Druzhkov, ra đời năm 1956.
Lần đầu phát hành thành sách vào năm 1964 với lượng bản in lên tới 250 ngàn, tác phẩm ngay lập tức trở thành cuốn sách bán chạy nhất và bán xong chỉ trong một tuần.

## Nhân vật
- Bút Chì
- Khéo Tay

## Vinh danh
- Huy chương Vàng (Cuốn sách dành cho trẻ em hay nhất thế kỷ) - Hội chợ sách Quốc tế - Praha (1969)